# 8 czerwca
8 czerwca jest 159. (w latach przestępnych 160.) dniem w kalendarzu gregoriańskim. Do końca roku pozostaje 206 dni.

## Święta
- Imieniny obchodzą: Dobrociech, Herakliusz, Jadwiga, Jakub, Maksymin, Maksymina, Maria, Medard, Medarda, Seweryn, Wilhelm i Wyszesław.
- Argentyna – Dzień Polskiego Osadnika (hiszp. Día del Colono Polaco; święto narodowe od 1995)
- Polska – Dzień Informatyka
- Międzynarodowe – Światowy Dzień Oceanów (ustanowione na Szczycie Ziemi w 1992; przez Zgromadzenie Ogólne ONZ ustanowione w 2008[1], pierwsze obchody w ONZ w 2009)
- Norfolk – Święto Bounty
- Wspomnienia i święta w Kościele katolickim[2][3] obchodzą:
  - św. Klodulf z Metzu (biskup)
  - św. Jadwiga Królowa (król i patronka Polski i apostołka Litwy; wspomnienie obowiązkowe w Kościele katolickim w Polsce, na świecie 17 lipca)
  - św. Jakub Berthieu (prezbiter i męczennik)
  - bł. Maria Teresa Chiramel Mankidiyan (zakonnica)
  - św. Medard z Noyon (biskup)
  - bł. Stefan Sándor (męczennik)

## Wydarzenia w Polsce

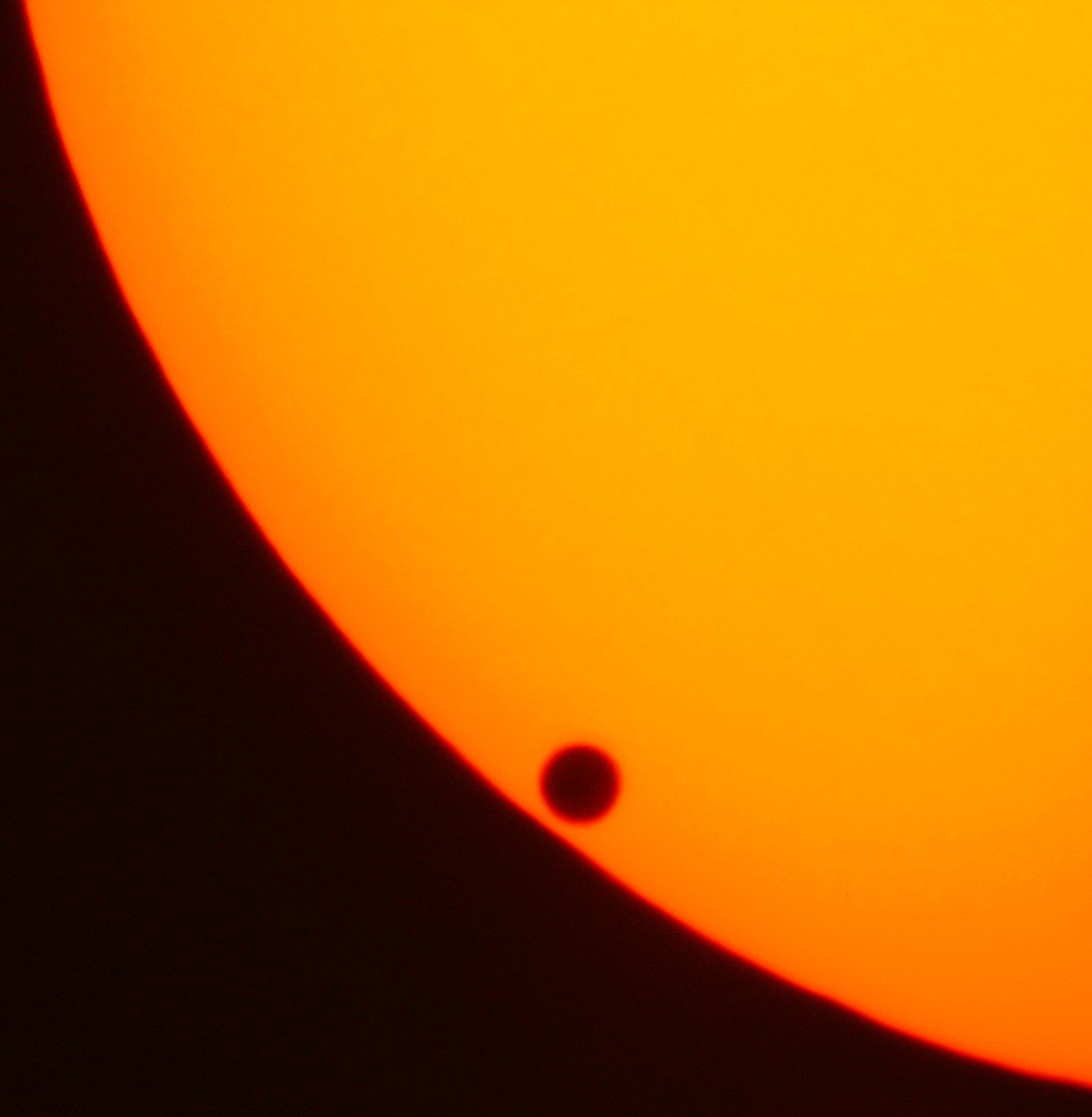
Tranzyt Wenus przed tarczą słoneczną

- 1411 – Sprzymierzony z krzyżakami książę szczeciński Kazimierz V został zwolniony z polskiej niewoli, do której trafił po bitwie pod Grunwaldem.
- 1422 – Król Władysław II Jagiełło nadał Kruszwicy potwierdzenie praw miejskich na prawie magdeburskim.
- 1469 – Książę opolski Mikołaj I podporządkował się królowi węgierskiemu Maciejowi Korwinowi, składając mu we Wrocławiu hołd lenny jako monarsze czeskiemu.
- 1533 – Poświęcono Kaplicę Zygmuntowską na Wawelu.
- 1642 – W Warszawie odbył się ślub przyszłego elektora Palatynatu Reńskiego Filipa Wilhelma z królewną polską Anną Katarzyną Konstancją.
- 1772 – I rozbiór Polski: powstała gubernia mohylewska.
- 1794 – Insurekcja kościuszkowska: zwycięstwo wojsk rosyjskich w bitwie pod Chełmem.
- 1815 – ogłoszono powstanie Królestwa Polskiego (kongresowego).
- 1898 – Utworzono Warszawski Instytut Politechniczny im. Mikołaja II.
- 1900 – W Krakowie odsłonięto pomnik Mikołaja Kopernika.
- 1912 – W Gdańsku otwarto Most Siennicki.
- 1920 – Plebiscyt na Górnym Śląsku: niemieckie bojówki napadły na siedzibę Polskiego Komitetu Plebiscytowego w hotelu „Lomnitz” w Bytomiu.
- 1926 – Powstał drugi rząd Kazimierza Bartla.
- 1930 – W Katowicach odsłonięto pomnik Stanisława Moniuszki.
- 1936:
  - W czasie demonstracji robotniczej w Toruniu policja zastrzeliła działacza komunistycznego i związkowego Juliana Nowickiego.
  - W Mińsku Mazowieckim doszło do trwających 4 dni rozruchów antyżydowskich.
- 1942 – W lesie koło Iwieńca na dzisiejszej Białorusi Niemcy rozstrzelali 800 Żydów.
- 1945:
  - Oddział NSZ pod dowództwem kapitana Antoniego Żubryda uwolnił grupę żołnierzy podziemia antykomunistycznego z więzienia NKWD w Sanoku.
  - Założono Główną Bibliotekę Lekarską z siedzibą w Warszawie.
- 1956 – Minister spraw wewnętrznych Władysław Wicha wydał zarządzenie zgodnie z którym do wydawania paszportów została upoważniona Milicja Obywatelska.
- 1968 – Utworzono Uniwersytet Śląski w Katowicach i Politechnikę Koszalińską.
- 1971 – Premiera komedii muzycznej Milion za Laurę w reżyserii Hieronima Przybyła.
- 1975 – W Katowicach zakończyły się XXI Mistrzostwa Europy w Boksie.
- 1983 – W Oławie Kazimierz Domański doznał rzekomo pierwszych objawień.
- 1987 – Rozpoczęła się III pielgrzymka papieża Jana Pawła II do Polski.
- 1990 – W rodzinnym grobowcu na Powązkach pochowano sprowadzone z Wielkiej Brytanii zwłoki Felicjana Sławoja Składkowskiego.
- 1996 – Powstała Akcja Wyborcza Solidarność.
- 1997 – Jan Paweł II kanonizował w Krakowie królową Jadwigę Andegaweńską.
- 2000 – Sejm RP wybrał prof. Leona Kieresa na stanowisko Prezesa Instytutu Pamięci Narodowej – Komisji Ścigania Zbrodni przeciwko Narodowi Polskiemu.
- 2003 – Zakończyło się dwudniowe referendum europejskie. Frekwencja wyniosła 58,85%, a 77,45% głosujących opowiedziało się za wejściem Polski do Unii Europejskiej.
- 2004:
  - Hu Jintao, jako pierwszy przywódca ChRL, złożył wizytę w Polsce.
  - Z terytorium Polski widoczny był tranzyt Wenus na tle tarczy Słońca.
- 2007 – Rozpoczęła się dwudniowa wizyta prezydenta USA George’a W. Busha.
- 2009 – W Poznaniu zburzono pomnik Karola Świerczewskiego.
- 2012 – Rozpoczęły się XIV Mistrzostw Europy w Piłce Nożnej rozgrywane w Polsce i na Ukrainie. W meczu inauguracyjnym na Stadionie Narodowym w Warszawie Polska zremisowała z Grecją 1:1.
- 2018 – Wycofano ze służby okręt podwodny ORP „Sokół” (1966).

## Wydarzenia na świecie
- 218 – Wojska arcykapłana Heliogabala pod dowództwem Gannysa pokonały w bitwie pod Antiochią siły cesarza rzymskiego Makrynusa.
- 536 – Sylweriusz został papieżem.
- 793 – Pierwszy odnotowany najazd wikingów na ziemię brytyjską.
- 979 – Ludwik V Gnuśny został koronowany na króla zachodnich Franków.
- 1191 – III wyprawa krzyżowa: flota króla Anglii Ryszarda I Lwie Serce dotarła do wojsk krzyżowych oblegających Akkę.
- 1501 – Alonso de Hojeda, pomimo klęski swej pierwszej wyprawy do Wenezueli, uzyskał poparcie hiszpańskiej pary królewskiej na zorganizowanie kolejnej.
- 1509 – Wojny włoskie: wojska florenckie zdobyły Pizę.
- 1524 – Hiszpański podbój Ameryki: w bitwie pod Acaxual (dzisiejszy Salwador) Indianie Pipil pokonali Hiszpanów i sprzymierzonych z nimi Indian dowodzonych przez Pedra de Alvorado.
- 1624 – Trzęsienie ziemi w Peru.
- 1663 – Wojna hiszpańsko-portugalska: zwycięstwo Portugalczyków w bitwie pod Ameixal.
- 1776 – Amerykańska wojna o niepodległość: zwycięstwo Brytyjczyków w bitwie pod Trois-Rivières.
- 1783 – Rozpoczęła się największa w czasach historycznych erupcja islandzkiego wulkanu Laki.
- 1789 – James Madison przedstawił w Izbie Reprezentantów listę dziesięciu poprawek do Konstytucji Stanów Zjednoczonych, znanych pod nazwą Bill of Rights.
- 1794 – W rewolucyjnej Francji odbyły się pierwsze i jedyne obchody Święta Istoty Najwyższej.
- 1812 – Robert Jenkinson został premierem Wielkiej Brytanii.
- 1815 – Utworzono Związek Niemiecki.
- 1862 – Wojna secesyjna: zwycięstwo wojsk Unii w I bitwie pod Chattanoogą.
- 1866 – W Ottawie rozpoczęły się pierwsze obrady Parlamentu Kanady.
- 1867 – Po utworzeniu Austro-Węgier cesarz Austrii Franciszek Józef I został koronowany na króla Węgier.
- 1875 – Francuski astronom Alphonse Borrelly odkrył planetoidę (146) Lucina.
- 1886 – Papież Leon XIII ustanowił metropolię montrealską.
- 1887 – Amerykanin Herman Hollerith opatentował maszynę liczącą używającą kart dziurkowanych jako nośnika zapisu danych.
- 1899 – Zwodowano francuski krążownik pancerny „Jeanne d’Arc“.
- 1912:
  - Powstała amerykańska wytwórnia filmowa Universal Pictures.
  - W Paryżu odbyła się premiera baletu Dafnis i Chloe z muzyką Maurice’a Ravela.
- 1913 – W Berlinie oficjalnie otwarto Deutsches Stadion, który miał być główną areną odwołanych z powodu wybuchu wojny VI Letnich Igrzysk Olimpijskich w 1916 roku.
- 1914 – Założono Brazylijską Konfederację Piłki Nożnej (CBF).
- 1917:
  - 168 górników zginęło w wyniku pożaru kabla elektrycznego w kopalni rudy miedzi w Butte w amerykańskim stanie Montana.
  - Została utworzona Misja Wojskowa Francusko-Polska w Paryżu.
- 1919 – Założono brazylijski klub piłkarski Rio Branco FC.
- 1921 – Amerykański pilot wojskowy Harold R. Harris odbył pierwszy w historii lot samolotem (Dayton-Wright USD-9A) z kabiną ciśnieniową.
- 1922 – W Belgradzie odbył się ślub króla Serbów, Chorwatów i Słoweńców Aleksandra I Karadziordziewicia z księżniczką rumuńską Marią.
- 1924:
  - Brytyjscy himalaiści George Mallory i Andrew Irvine zginęli podczas próby wejścia na wierzchołek Mount Everestu.
  - Frédéric François-Marsal został premierem Francji.
  - Na zjeździe byłych członków Białoruskiej Partii Socjalistów-Rewolucjonistów w Mińsku ogłoszono rozwiązanie partii.
- 1930 – Karol II został królem Rumunii.
- 1933 – Podczas 31. sesji MKOl w Wiedniu na organizatora IV Zimowych Igrzysk Olimpijskich w roku 1936 wybrano niemieckie Garmisch-Partenkirchen.
- 1934 – Premiera amerykańskiego filmu historycznego Szpieg nr 13 w reżyserii Ryszarda Bolesławskiego.
- 1935 – Dramaturg, reżyser i teoretyk teatru Bertolt Brecht, aktorka i pisarka Erika Mann oraz pisarz Walter Mehring zostali pozbawieni obywatelstwa niemieckiego.
- 1937:
  - Całkowite zaćmienie Słońca widoczne nad południowym Pacyfikiem i Peru.
  - We Frankfurcie nad Menem odbyło się prawykonanie kantaty scenicznej Carmina Burana Carla Orffa.
- 1940:
  - Bitwa o Atlantyk: okręt podwodny ORP „Orzeł” nie powrócił planowo do brytyjskiego portu i 11 czerwca został uznany za utracony.
  - Kampania norweska: ostatni żołnierze alianccy ewakuowali się z Narwiku. W trakcie ewakuacji został zatopiony przez Niemców lotniskowiec HMS „Glorious” oraz eskortujące go niszczyciele HMS „Ardent” i HMS „Acasta”, w wyniku czego zginęło 1519 osób na ich pokładach.
- 1941 – Kampania śródziemnomorska: pod pretekstem przeciwdziałania przelotom niemieckich samolotów z pomocą dla irackiego powstania Raszida Alego al-Gajlaniego, wojska Wolnej Francji i siły brytyjskie rozpoczęły inwazję na Syrię i Liban.
- 1943 – Wojna na Pacyfiku: w wyniku eksplozji na pokładzie japońskiego pancernika „Mutsu” na Morzu Wewnętrznym zginęło 1474 osób, uratowano 353.
- 1944:
  - Premiera amerykańskiego filmu wojennego Dni chwały w reżyserii Jacques’a Tourneura.
  - Lądowanie w Normandii: zwycięstwo wojsk brytyjskich nad niemieckimi w bitwie o Port-en-Bessin; brytyjski bombowiec Consolidated B-24 Liberator zatopił w odstępie 20 minut niemieckie okręty podwodne U-373 (4 ofiary i 47 uratowanych) i U-441 (51 ofiar).
- 1945 – Wojna na Pacyfiku: płynący z Batawii (Dżakarty) do Singapuru wraz z 1600 żołnierzami japoński ciężki krążownik „Ashigara” został zatopiony przez brytyjski okręt podwodny HMS „Trenchant”, w wyniku czego zginęło ponad 1200 żołnierzy i 100 członków załogi. 400 żołnierzy i 853 członków załogi zostało uratowanych przez eskortujący „Ashigarę” niszczyciel „Kamikaze”.
- 1946 – W Londynie odbyła się parada zwycięstwa wojsk alianckich, do której nie dopuszczono żołnierzy Polskich Sił Zbrojnych na Zachodzie.
- 1948 – Pierwszy seryjnie produkowany samochód Porsche, model 356, otrzymał homologację drogową.
- 1949 – W Wielkiej Brytanii ukazała się powieść George’a Orwella Rok 1984.
- 1950:
  - Jean Duvieusart został premierem Belgii.
  - Thomas Blamey, jako pierwszy i jedyny australijski wojskowy, został awansowany do stopnia marszałka polnego.
  - W Pradze zakończył się pokazowy proces 13 polityków i działaczy opozycji, z których 4 (Milada Horáková, Jan Buchal, Záviš Kalandra i Oldřich Pecl) zostało skazanych na karę śmierci.
- 1953 – 115 osób zginęło, a 844 zostały ranne w wyniku przejścia tornada nad miastem Flint w amerykańskim stanie Michigan.
- 1958 – W Szwecji rozpoczęły się VI Mistrzostwa Świata w Piłce Nożnej.
- 1960 – Przyszły pierwszy prezydent Angoli Agostinho Neto został aresztowany w obecności swych pacjentów za działalność opozycyjną przez portugalskie władze kolonialne, co doprowadziło do wybuchu krwawych zamieszek.
- 1961 – Kataloński agent NKWD Ramón Mercader, który niedawno został zwolniony z meksykańskiego więzienia po odbyciu kary za zabójstwo Lwa Trockiego w 1940 roku, został odznaczony na Kremlu przez przewodniczącego Prezydium Rady Najwyższej ZSRR Leonida Breżniewa Orderem Lenina oraz otrzymał tytuł Bohatera Związku Radzieckiego.
- 1962 – Weszła w życie nowa konstytucja Pakistanu.
- 1963 – Wojna domowa w Jemenie Północnym: wspierająca północnojemeńskie wojska republikańskie armia egipska zrzuciła bomby zawierające fosgen na wioskę Al-Kawma, zabijając 7 i powodując obrażenia u 25 osób.
- 1965 – Została wystrzelona radziecka sonda księżycowa Łuna 6.
- 1966 – W czasie sesji zdjęciowej 5 różnych odrzutowców nad Barstow w Kalifornii myśliwiec Lockheed F-104 Starfighter zderzył się z eksperymentalnym bombowcem North American XB-70A Valkyrie, w wyniku czego zginęli obaj piloci.
- 1967 – Wojna sześciodniowa: na wodach międzynarodowych izraelskie samoloty i torpedowce zaatakowały omyłkowo okręt USS „Liberty”, w wyniku czego zginęło 34 członków załogi, a 171 zostało rannych.
- 1968:
  - Na Cmentarzu Narodowym w Arlington został pochowany Robert F. Kennedy.
  - Na londyńskim lotnisku Heathrow został zatrzymany Amerykanin James Earl Ray, który dwa miesiące wcześniej zastrzelił w Memphis pastora Martina Luthera Kinga.
  - W rozegranym na Stadionie Olimpijskim w Rzymie finale 3. Mistrzostw Europy w Piłce Nożnej Włochy zremisowały po dogrywce z Jugosławią 1:1. W powtórzonym dwa dni później meczu wygrali Włosi 2:0.
- 1969:
  - Hiszpania zamknęła granicę z Gibraltarem.
  - W pobliżu miejscowości Zestoa w Kraju Basków w Hiszpanii odkryto jaskinię Ekain z prehistorycznymi malowidłami.
- 1970 – Został obalony prezydent Argentyny Juan Carlos Onganía.
- 1972 – Wojna wietnamska: fotoreporter Associated Press Nick Ut wykonał słynne zdjęcie poparzonej napalmem 9-letniej Wietnamki Phan Thị Kim Phúc.
- 1975 – W kierunku Wenus wystrzelono radziecką sondę Wenera 9.
- 1976 – Rozpoczęła się wizyta Edwarda Gierka w RFN.
- 1980:
  - Należący do TAAG Angola Airlines Jak-40 rozbił się koło angolskiego miasta Matala prawdopodobnie po zestrzeleniu przez zambijski myśliwiec Shenyang J-6, w wyniku czego zginęło wszystkich 19 osób na pokładzie.
  - W masakrze dokonanej przez miejscowych powstańców w wiosce Mandai w stanie Tripura na północnym wschodzie Indii zginęło co najmniej 255 Bengalczyków.
- 1982:
  - 137 osób zginęło w katastrofie Boeinga 727 w brazylijskiej Fortalezie.
  - Wojna o Falklandy: argentyńskie samoloty uszkodziły okręty desantowe „Sir Galahad” (następnie samozatopiony) i „Sir Tristram”, z których dokonywany był desant w Porcie Pleasant na Falklandzie Wschodnim. W wyniku ataku zginęło 56 Brytyjczyków, a 150 zostało rannych.
- 1989 – Wykonano ostatni w historii Czechosłowacji wyrok śmierci.
- 1990:
  - W Czechosłowacji rozpoczęły się dwudniowe, pierwsze od 1946 roku wielopartyjne wybory parlamentarne.
  - We Włoszech rozpoczęły się XIV Mistrzostwa Świata w Piłce Nożnej.
- 1992 – Alpha Oumar Konaré został prezydentem Mali.
- 1994 – Została zwodowana niemiecka fregata rakietowa „Schleswig-Holstein”.
- 1996:
  - Otwarto muzeum Junibacken w Sztokholmie.
  - W Anglii rozpoczęły się X Mistrzostwa Europy w Piłce Nożnej.
- 1998 – Szwajcar Sepp Blatter został prezydentem FIFA.
- 1999 – Ukazał się album Californication amerykańskiej grupy Red Hot Chili Peppers.
- 2001 – Urzędujący prezydent Iranu Mohammad Chatami został wybrany na drugą kadencję.
- 2002 – Amadou Toumani Touré został prezydentem Mali.
- 2003 – W Chinach rozpoczęto budowę mostu przez zatokę Hangzhou.
- 2004 – Erupcja wulkanu Bromo na Jawie.
- 2006 – Choummaly Sayasone został prezydentem Laosu.
- 2007:
  - Rozpoczęła się misja STS-117 wahadłowca Atlantis.
  - W niemieckim mieście Heiligendamm zakończył się szczyt państw G8.
- 2008:
  - 14 górników zginęło w wyniku wybuchu metanu w kopalni węgla kamiennego im. Karola Marksa w mieście Jenakijewe na Ukrainie.
  - W Tokio szaleniec rozmyślnie potrącił samochodem ciężarowym 3 przechodniów, a następnie wysiadł z niego i zaatakował nożem 17 kolejnych osób, zabijając 4 z nich.
  - Amerykańska sonda New Horizons minęła orbitę Saturna.
  - Robert Kubica jako pierwszy Polak w historii wygrał wyścig Formuły 1 – GP Kanady 2008.
  - W austriackim Klagenfurcie reprezentacja Polski przegrała z Niemcami 0:2 w swym pierwszym meczu grupowym na XIII Mistrzostwach Europy w Piłce Nożnej.
- 2009 – W katastrofie wojskowego samolotu An-32 w indyjskim stanie Arunachal Pradesh zginęło 13 osób.
- 2010 – Naoto Kan został premierem Japonii.
- 2012 – Tom Thabane został premierem Lesotho.
- 2014 – Marszałek polny Abd al-Fattah as-Sisi został prezydentem Egiptu.
- 2017:
  - 24-letni chory psychicznie youtuber Randy Stair (znany jako Andrew Blaze) zastrzelił w supermarkecie w Eaton Township w stanie Pensylwania 3 współpracowników i siebie samego. W pożegnalnym nagraniu tłumaczył, że zrobił to ponieważ chciał się dostać do uniwersum kreskówki Danny Phantom po swojej śmierci.
  - W Wielkiej Brytanii odbyły się przedterminowe wybory parlamentarne.
- 2023 – Donald Trump, jako pierwszy były prezydent USA w historii, został postawiony przed federalnym aktem oskarżenia.

## Urodzili się
- 1552 – Gabriello Chiabrera, włoski poeta (zm. 1638)
- 1593 – Jerzy I Rakoczy, książę Siedmiogrodu (zm. 1648)
- 1623 – Paluzzo Paluzzi-Altieri, włoski duchowny katolicki, arcybiskup Rawenny, kardynał (zm. 1698)
- 1625 – Giovanni Cassini, włoski astronom, geodeta, matematyk (zm. 1712)
- 1638 – Pierre Magnol, francuski botanik (zm. 1715)
- 1671 – Tomaso Albinoni, włoski kompozytor (zm. 1751)
- 1672 – Girolamo Archinto, włoski duchowny katolicki, arcybiskup Tarsu, dyplomata (ur. 1721)
- 1696 – Friedrich August von Harrach-Rohrau, austriacki arystokrata, urzędnik, polityk (zm. 1749)
- 1724 – John Smeaton, brytyjski inżynier (zm. 1792)
- 1743 – (lub 2 czerwca) Alessandro di Cagliostro, włoski awanturnik, okultysta, alchemik, uzdrowiciel, wolnomularz (zm. 1795)
- 1745 – Caspar Wessel, norwesko-duński matematyk (zm. 1818)
- 1748 – William Few, amerykański prawnik, wojskowy, polityk, senator (zm. 1828)
- 1753 – Nicolas Dalayrac, francuski kompozytor (zm. 1809)
- 1757 – Ercole Consalvi, włoski kardynał (zm. 1824)
- 1784 – Marie-Antoine Carême, francuski szef kuchni, cukiernik, autor książek kucharskich (zm. 1833)
- 1786 – Karol Ludwik, książę Badenii (zm. 1818)
- 1804 – Maria Anna Habsburg, arcyksiężniczka austriacka, księżniczka czeska i węgierska (zm. 1858)
- 1806 – Józef Czech, polski księgarz, drukarz, wydawca (zm. 1876)
- 1807 – Arnold Escher von der Linth, szwajcarski geolog, wykładowca akademicki (zm. 1872)
- 1809 – Guglielmo Massaja, włoski kardynał, czcigodny Sługa Boży (zm. 1889)
- 1810 – Robert Schumann, niemiecki kompozytor, pianista (zm. 1856)
- 1812 – Spiridon Ksindas, grecki kompozytor, gitarzysta (zm. 1896)
- 1813:
  - Maksymilian Piotrowski, polski malarz, pedadog (zm. 1875)
  - David Porter, amerykański admirał, pisarz (zm. 1891)
- 1814 – Charles Reade, brytyjski prozaik, dramaturg (zm. 1884)
- 1815:
  - Jonas Juška, litewski językoznawca, pedagog (zm. 1886)
  - Jan Antoni Simon, polski malarz (zm. 1863)
- 1821:
  - Samuel Baker, brytyjski podróżnik, odkrywca (zm. 1893)
  - Nelson Taylor, amerykański polityk (zm. 1894)
- 1822 – János Czetz, węgierski generał (zm. 1904)
- 1825:
  - Charles Joshua Chaplin, francuski malarz, grafik (zm. 1891)
  - Andrzej Cinciała, polski prawnik, folklorysta, etnograf, wydawca, działacz narodowy (zm. 1898)
  - Karol Ludwik Pollner, polski duchowny katolicki, biskup pomocniczy kujawsko-kaliski (zm. 1887)
- 1826 – Thomas Faed, szkocki malarz (zm. 1900)
- 1829 – John Everett Millais, brytyjski malarz, ilustrator (zm. 1896)
- 1837 – Iwan Kramskoj, rosyjski malarz (zm. 1887)
- 1838 – Paolo Boselli, włoski polityk, premier Włoch (zm. 1932)
- 1841 – János Jung, węgierski duchowny katolicki, biskup tytularny diecezji Rosalia (zm. 1917)
- 1843 – Jan Jacek Serwin, polski porucznik, uczestnik powstania styczniowego (zm. 1926)
- 1844 – Władysław Gosiewski, polski matematyk, logik, fizyk, pedagog (zm. 1911)
- 1847 – Ida McKinley, amerykańska pierwsza dama (zm. 1907)
- 1848:
  - Eugeniusz Abrahamowicz, polski ziemianin, prawnik, sędzia, polityk (zm. 1905)
  - Elizabeth Porter Gould, amerykańska poetka, eseistka, biografistka, edytorka, sufrażystka (zm. 1906)
- 1851:
  - Jacques-Arsène d’Arsonval, francuski lekarz, fizjolog, fizyk (zm. 1940)
  - Chaim Arie Leibusz Horowitz, polski rabin (zm. 1904)
- 1852:
  - Walter Langley, brytyjski malarz (zm. 1922)
  - Stanisław Olszewski, polski geolog, urzędnik (zm. 1939)
- 1854 – Jan Kurczewski, polski duchowny katolicki, historyk (zm. 1916)
- 1855 – Natalija Kobrynska, ukraińska pisarka (zm. 1920)
- 1856 – Natalia Janotha, polska kompozytorka, pianistka (zm. 1932)
- 1858 – Ołeksandr Rohoza, rosyjski i ukraiński generał (zm. 1919)
- 1860 – Alicia Boole Stott, brytyjska matematyk (zm. 1940)
- 1861 – Władysław Krynicki, polski duchowny katolicki, biskup włocławski (zm. 1928)
- 1867:
  - Dagny Juel Przybyszewska, norweska artystka (zm. 1901)
  - Frank Lloyd Wright, amerykański architekt (zm. 1959)
- 1870 – James Baxter, brytyjski żeglarz sportowy, rugbysta, sędzia i działacz sportowy (zm. 1940)
- 1872 – Francesco Morano, włoski kardynał (zm. 1968)
- 1879 – Ethel Thomson Larcombe, brytyjska tenisistka (zm. 1965)
- 1880 – Vjekoslav Noršić, chorwacki historyk (zm. 1953)
- 1882 – Władysław Kalkus, polski generał brygady (zm. 1945)
- 1883 – Albert Kempter, niemiecki architekt (zm. 1941)
- 1884:
  - Feliks Baniecki, polski duchowny katolicki, działacz narodowy i społeczny (zm. 1938)
  - Ladislav Prokeš, czeski szachista, kompozytor szachowy (zm. 1966)
- 1885:
  - Stanisław Dowoyno-Sołłohub, polski generał brygady (zm. 1939)
  - Wanda Herse, polska taterniczka, fotograf, działaczka gospodarcza i społeczna (zm. 1954)
- 1886 – Vera Nikolić Podrinska, chorwacka baronessa, malarka (zm. 1972)
- 1887 – Wiktor Komorowski, polski kapitan pilot, as myśliwski (zm. 1952)
- 1888:
  - Imre Gellért, węgierski gimnastyk (zm. 1981)
  - Guðmundur Kamban, islandzki pisarz (zm. 1945)
  - Frieda Robscheit-Robbins, amerykańska patolog pochodzenia niemieckiego (zm. 1973)
  - Poul Schierbeck, duński kompozytor, organista, pedagog (zm. 1949)
- 1889 – Jan Boroń, polski podpułkownik, lekarz wojskowy (zm. 1940)
- 1890:
  - Noémi Ferenczy, węgierska gobeliniarka, malarka (zm. 1957)
  - Åge Lundström, szwedzki jeździec sportowy (zm. 1975)
  - Konstanty Plisowski, polski generał brygady (zm. 1940)
- 1892 – Giuseppe Campari, włoski śpiewak operowy, kierowca wyścigowy (zm. 1933)
- 1893:
  - Marie Pujmanová, czeska pisarka (zm. 1958)
  - Ernest Schoedsack, amerykański reżyser filmowy (zm. 1979)
  - Ronald Scobie, brytyjski generał (zm. 1969)
  - Oscar Torp, norweski polityk, premier Norwegii (zm. 1958)
  - Włodzimierz Żelechowski, polski poeta, prozaik, urzędnik, działacz kulturalny (zm. 1954)
- 1894 – Siamon Walfson, białoruski filozof, literaturoznawca, wykładowca akademicki, polityk (zm. 1941)
- 1895:
  - Santiago Bernabéu, hiszpański piłkarz, działacz piłkarski (zm. 1978)
  - Ignacy Dworczanin, białoruski działacz narodowy, pisarz, tłumacz, polityk, poseł na Sejm RP (zm. 1937)
  - Władimir Klimowskich, radziecki generał major (zm. 1941)
- 1896:
  - Stefan Bąkowski, polski pedagog, autor podręczników, wizytator szkolny (zm. 1959)
  - (lub 1895) Sa’id Nafisi, irański pisarz, historyk literatury (zm. 1966)
  - Henryk Kazimierowicz, polski duchowny katolicki, teolog, filozof, bibliofil, popularyzator psychoanalizy (zm. 1942)
- 1897:
  - Alice Elizabeth Foley Anderson, australijska bizneswoman, popularyzatorska motoryzacji (zm. 1926)
  - Domien Jacob, belgijski gimnastyk (zm. 1984)
- 1898:
  - Toivo Antikainen, fiński działacz socjaldemokratyczny i komunistyczny, radziecki wojskowy i polityk (zm. 1941)
  - Vasile Luca, rumuński polityk komunistyczny (zm. 1963)
  - Władysław Olearczyk, polski piłkarz (zm. 1970)
  - Henryk Skorupko, polski podchorąży (zm. 1920)
- 1899 – Ernst-Robert Grawitz, niemiecki lekarz, generał SS, zbrodniarz wojenny (zm. 1945)
- 1900 – Stepan Żydek, radziecki podpułkownik, generał brygady w służbie polskiej (zm. 1970)
- 1901 – Henryk Białokoziewicz, polski duchowny katolicki, ofiara prześladowań nazistowskich (zm. 1976)
- 1902:
  - Małgorzata Fornalska, polska działaczka komunistyczna (zm. 1944)
  - James Rockefeller, amerykański wioślarz, finansista (zm. 2004)
- 1903:
  - Gerrit Cornelis Berkouwer, holenderski teolog protestancki (zm. 1996)
  - Kalikst Caravario, włoski salezjanin, misjonarz, męczennik, święty (zm. 1930)
  - Włodzimierz Kierp, polski generał brygady (zm. po 1951)
  - Marguerite Yourcenar, francuska pisarka (zm. 1987)
- 1904 – Gunnlaugur Scheving, islandzki malarz (zm. 1972)
- 1905:
  - Nachum Lewin, izraelski inżynier, polityk (zm. 1967)
  - William F. Raborn Jr., amerykański wiceadmirał (zm. 1990)
  - Eugenio Reale, włoski lekarz, polityk (zm. 1986)
  - Roger Ulrich, francuski biolog, fizjolog roślin (zm. 2004)
- 1906:
  - Zosia Poznańska, żydowska członkini radzieckiej sieci szpiegowskiej podczas II wojny światowej (zm. 1942)
  - Teresa Tyszkiewicz, polska malarka, pedagog (zm. 1992)
- 1907:
  - Benjamin Hedges, amerykański lekkoatleta, skoczek wzwyż (zm. 1969)
  - Maria Kaczyńska, polska nauczycielka tajnego nauczania, żołnierz AK-ZWZ (zm. 1942)
  - Clemente Meroni, włoski bokser (zm. 1987)
  - Georges Speicher, francuski kolarz szosowy (zm. 1978)
- 1908:
  - Inah Canabarro Lucas, brazylijska siostra zakonna, superstulatka, najstarsza osoba na świecie (zm. 2025)
  - Bernard Ber Mark, polski historyk, publicysta, działacz komunistyczny pochodzenia żydowskiego (zm. 1966)
  - Henri Rang, rumuński jeździec sportowy (zm. 1946)
  - Stanisława Zajchowska, polska geograf (zm. 1995)
- 1909 – Jelisiej Sinicyn, radziecki dyplomata, generał major służb specjalnych (zm. 1995)
- 1910:
  - John W. Campbell, amerykański pisarz science fiction, wydawca (zm. 1971)
  - Vladimir Kragić, chorwacki piłkarz (zm. 1975)
  - Ilona Vargha, węgierska florecistka (zm. 1973)
- 1911 – Bronisław Młodziejowski, polski podporucznik, muzyk, pianista, dyrygent (zm. 1940)
- 1912:
  - Jerzy Kaliszewski, polski aktor, reżyser teatralny (zm. 1990)
  - Roger Michelot, francuski bokser (zm. 1993)
- 1913:
  - Alida Bosshardt, holenderska działaczka humanitarna (zm. 2007)
  - Maria Innocenty Gołębiowski, polski biskup Kościoła Starokatolickiego Mariawitów (zm. 1985)
- 1914 – Anna Górska, polska architekt, plastyczka (zm. 2002)
- 1915 – Kayyar Kinhanna Rai, indyjski prozaik, poeta, dziennikarz (zm. 2015)
- 1916:
  - Francis Crick, brytyjski biochemik, genetyk, biolog molekularny, laureat Nagrody Nobla (zm. 2004)
  - Fredrik Horn, norweski piłkarz (zm. 1997)
  - Walle Nauta, amerykański neurobiolog (zm. 1994)
- 1917 – Raoul Manselli, włoski mediewista, franciszkanolog (zm. 1984)
- 1918 – Robert Preston, amerykański aktor (zm. 1987)
- 1919:
  - Władysław Siemaszko, polski prawnik, działacz kresowy
  - Iwan Zudiłow, radziecki pułkownik pilot, as myśliwski (zm. 1980)
- 1920:
  - Maria Bobrownicka, polska filolog, slawistka, bohemistka, komparatystka (zm. 2012)
  - Zofia Jaroszewicz, polska poetka, publicystka, działaczka komunistyczna (zm. 1944)
  - Iwan Kożedub, radziecki pilot wojskowy, as myśliwski, marszałek lotnictwa (zm. 1991)
  - Ryszard Schramm, polski biolog, taternik, podróżnik (zm. 2007)
- 1921:
  - Gordon Campbell, brytyjski polityk (zm. 2005)
  - LeRoy Neiman, amerykański malarz (zm. 2012)
  - Suharto, indonezyjski wojskowy, polityk, prezydent Indonezji (zm. 2008)
  - Alwyn Williams, brytyjski geolog, paleontolog (zm. 2004)
- 1922 – Czesław Czaplicki, polski ekonomista, żołnierz AK, działacz podziemia antykomunistycznego (zm. 2006)
- 1923:
  - Jerzy Miatkowski, polski porucznik, żołnierz AK, uczestnik powstania warszawskiego, działacz podziemia antykomunistycznego (zm. 1949)
  - Lucjan Pracki, polski pułkownik, dziennikarz, publicysta, działacz społeczny i kombatancki (zm. 2016)
- 1924:
  - Carl-Heinz Kliemann, niemiecki malarz, grafik, twórca kolaży (zm. 2016)
  - Jean Levavasseur, francuski szablista (zm. 1999)
  - Kenneth Waltz, amerykański badacz stosunków międzynarodowych (zm. 2013)
- 1925:
  - Barbara Bush, amerykańska druga i pierwsza dama (zm. 2018)
  - Kate Delbarre, francuska florecistka (zm. 2025)
  - Eddie Gaedel, amerykański karzeł (zm. 1961)
  - Zbigniew Józefowicz, polski aktor (zm. 2016)
  - Feliks Krzemiński, polski rolnik, polityk, poseł na Sejm PRL (zm. ?)
  - Gurij Marczuk, rosyjski fizyk, matematyk, wykładowca akademicki, polityk (zm. 2013)
  - Fulvio Nesti, włoski piłkarz (zm. 1996)
  - Władysław Szczerkowski, polski kontradmirał (zm. 1982)
- 1926:
  - Walter Bucher, szwajcarski kolarz szosowy i torowy (zm. 2025)
  - Oleg Koszewoj, radziecki dowódca partyzancki (zm. 1943)
  - Irina Senyk, ukraińska poetka, działaczka nacjonalistyczna (zm. 2009)
  - Anatol Vieru, rumuński kompozytor, dyrygent, muzykolog (zm. 1998)
- 1927:
  - Jerry Stiller, amerykański aktor, komik (zm. 2020)
  - Wiktor Woroszylski, polski prozaik, poeta, tłumacz, recenzent filmowy (zm. 1996)
  - Çesk Zadeja, albański muzyk, kompozytor, dyrygent (zm. 1997)
- 1928:
  - Gustavo Gutiérrez, peruwiański dominikanin, filozof, teolog (zm. 2024)
  - Johnny Hart, angielski piłkarz, trener (zm. 2018)
  - Kate Wilhelm, amerykańska pisarka science fiction i fantasy (zm. 2018)
- 1929:
  - Pedro Nicolás Bermúdez Villamizar, wenezuelski duchowny katolicki, biskup pomocniczy Caracas (zm. 2022)
  - Janusz Cichosz, polski ekonomista, polityk, poseł na Sejm RP
  - Viktor Josef Dammertz, niemiecki duchowny katolicki, biskup Augsburga (zm. 2020)
  - Robert Shirley, brytyjski arystokrata, polityk (zm. 2012)
  - Antoni Siluk, polski generał brygady (zm. 2015)
- 1930:
  - Robert Aumann, izraelski matematyk, wykładowca akademicki, laureat Nagrody Banku Szwecji im. Alfreda Nobla w dziedzinie ekonomii
  - Jerzy Moskal, polski artysta plastyk (zm. 2016)
  - Aleksander Olejniczak, polski piłkarz (zm. 2012)
  - Bo Widerberg, szwedzki pisarz, reżyser i scenarzysta filmowy (zm. 1997)
- 1931:
  - Wiesław Andrzejewski, polski prozaik, reportażysta (zm. 1993)
  - Egidio Caporello, włoski duchowny katolicki, biskup Mantui, sekretarz generalny Konferencji Episkopatu Włoch (zm. 2022)
  - James Goldstone, amerykański reżyser filmowy i telewizyjny (zm. 1999)
  - Bohdan Wróblewski, polski grafik, ilustrator, reżyser zdjęć reklamowych (zm. 2017)
  - Dana Wynter, brytyjska aktorka (zm. 2011)
- 1932:
  - Piotr Augustyniak, polski aktor (zm. 2020)
  - Hugh McLeod, szkocki rugbysta, trener i działacz sportowy (zm. 2014)
  - Krystyna Miłobędzka, polska poetka, dramaturg (zm. 2025)
- 1933:
  - Abelardo Alvarado Alcántara, meksykański duchowny katolicki, biskup pomocniczy Meksyku (zm. 2021)
  - Zbigniew Białecki, polski polityk, poseł na Sejm PRL (zm. 1990)
  - Kirił Petkow, bułgarski zapaśnik (zm. 2019)
  - Joan Rivers, amerykańska aktorka, prezenterka telewizyjna (zm. 2014)
  - Władysław Stróżewski, polski filozof, wykładowca akademicki
- 1934:
  - Zofia Krzeptowska-Gąsienica, polska biegaczka narciarska
  - Widoe Podgorec, macedoński prozaik, poeta, reportażysta (zm. 1997)
  - Ragnar Skanåker, szwedzki strzelec sportowy
- 1935 – Carolyn Meyer, amerykańska pisarka
- 1936:
  - James Darren, amerykański aktor, reżyser telewizyjny, piosenkarz (zm. 2024)
  - Robert W. Floyd, amerykański informatyk (zm. 2001)
  - Karol Sauerland, polski germanista, filozof, wykładowca akademicki pochodzenia niemieckiego
  - Kenneth G. Wilson, amerykański fizyk teoretyczny, wykładowca akademicki, laureat Nagrody Nobla (zm. 2013)
- 1937:
  - Bruce McCandless, amerykański komandor, inżynier, pilot wojskowy, astronauta (zm. 2017)
  - Antonio Napoletano, włoski duchowny katolicki, biskup Sessa Aurunca (zm. 2019)
  - Jerzy Trojan, polski aktor, reżyser filmowy
- 1938:
  - Angelo Amato, włoski duchowny katolicki, arcybiskup sekretarz Kongregacji Nauki Wiary, kardynał (zm. 2024)
  - Wołodymyr Biernacki, ukraiński malarz (zm. 2019)
  - Martin Lee, hongkoński polityk
- 1939:
  - Dietrich Bahner, niemiecki polityk (zm. 2009)
  - Stanisław Czartoryski, polski prawnik, dyplomata (zm. 2021)
  - Norman Davies, walijski historyk, pisarz
  - Piotr Kołodziejczyk, polski wiceadmirał, polityk, minister obrony narodowej, poseł na Sejm RP (zm. 2019)
- 1940:
  - Andrzej Mrozek, polski aktor (zm. 2020)
  - Nancy Sinatra, amerykańska piosenkarka, aktorka
- 1941:
  - George Pell, australijski duchowny katolicki, arcybiskup metropolita Melbourne i Sydney, kardynał (zm. 2023)
  - Zygmunt Smalcerz, polski sztangista
- 1942:
  - Jan Dobkowski, polski artysta
  - Jacques Dubochet, szwajcarski biofizyk, wykładowca akademicki, laureat Nagrody Nobla
  - Doug Mountjoy, walijski snookerzysta (zm. 2021)
  - Mirosława Sarna, polska lekkoatletka, skoczkini w dal
  - Horst Wolter, niemiecki piłkarz, bramkarz
- 1943:
  - Colin Baker, brytyjski aktor
  - William Calley, amerykański oficer, zbrodniarz wojenny
  - Pierre-André Fournier, kanadyjski duchowny katolicki, arcybiskup Rimouski (zm. 2015)
  - Vladimír Laštůvka, czeski inżynier, więzień polityczny, polityk, eurodeputowany (zm. 2018)
- 1944
  - Marc Ouellet, kanadyjski duchowny katolicki, arcybiskup Quebecu, prymas Kanady, kardynał
  - Sławomir Panek, polski związkowiec, polityk, poseł na Sejm RP
- 1945:
  - Klenie Bimolt, holenderska pływaczka
  - Jack Sholder, amerykański reżyser i scenarzysta filmowy
  - Nicole Tomczak-Jaegermann, kanadyjska matematyk (zm. 2022)
- 1946:
  - Piotr Fronczewski, polski aktor, piosenkarz
  - Graham Henry, nowozelandzki trener rugby
  - Pearlette Louisy, pedagog i polityk z Saint Lucia, gubernator generalna
  - Eiji Morioka, japoński bokser (zm. 2004)
  - Wiesław Znyk, polski operator dźwięku (zm. 2019)
- 1947:
  - Julie Driscoll, brytyjska wokalistka popowa, rockowa, jazzowa i eksperymentalna
  - Jaime Gama, portugalski polityk
  - Jan P. Grabowski, polski poeta, prozaik
  - Annie Haslam, brytyjska wokalistka, autorka tekstów, kompozytorka, członkini zespołu Renaissance
  - Dietmar Hötger, niemiecki judoka
  - Edward Lutczyn, polski grafik, karykaturzysta
  - Sara Paretsky, amerykańska pisarka pochodzenia żydowskiego
  - Eric F. Wieschaus, amerykański biolog, wykładowca akademicki, laureat Nagrody Nobla
- 1948:
  - Hans-Josef Becker, niemiecki duchowny katolicki, arcybiskup metropolita Paderborn
  - Krzysztof Michalski, polski filozof, wykładowca akademicki (zm. 2013)
- 1949:
  - Emanuel Ax, amerykański pianista pochodzenia polskiego
  - Hildegard Falck, niemiecka lekkoatletka, biegaczka średniodystansowa
  - Maria Rostworowska, polska tłumaczka, pisarka (zm. 2018)
- 1950:
  - Kathy Baker, amerykańska aktorka
  - Sônia Braga, brazylijska aktorka
  - Wartan Militosjan, ormiański sztangista (zm. 2015)
  - István Séllyei, węgierski zapaśnik (zm. 2020)
- 1951:
  - Irina Akułowa, rosyjska aktorka
  - Thea Einöder, niemiecka wioślarka
  - Peter Ficker, brazylijski żeglarz sportowy
  - Pirjo Häggman, fińska lekkoatletka, sprinterka
  - Franz Konrad, austriacki kierowca wyścigowy
  - Kora, polska wokalistka, autorka tekstów, członkini zespołu Maanam (zm. 2018)
  - Miguel Ángel Moratinos, hiszpański dyplomata, polityk
  - Norodom Sirivudh, kambodżański książę, polityk
  - Tony Rice, amerykański wokalista i gitarzysta jazzowy i folkowy (zm. 2020)
  - Bonnie Tyler, walijska piosenkarka
- 1952:
  - Paul Hildgartner, włoski saneczkarz pochodzenia tyrolskiego
  - Janusz Kowalski, polski kolarz szosowy
  - Tadeusz Modrzejewski, polski skryba, malarz, rzeźbiarz, ilustrator amator (zm. 2024)
  - Berislav Pušić, chorwacki polityk, zbrodniarz wojenny
  - Janusz Robaszewski, polski artysta-plastyk
  - Marcel (Wietrow), rosyjski duchowny prawosławny, biskup carskosielski (zm. 2019)
- 1953:
  - Uri Caine, amerykański pianista jazzowy i klasyczny
  - Ken Calvert, amerykański polityk, kongresmen
  - Ludmiła Hraznowa, białoruska ekonomistka, wykładowczyni akademicka, polityk, obrończyni praw człowieka
  - Josef Jona, izraelski filozof, wykładowca akademicki, polityk
  - Jean Pinsello, francuski kolarz torowy i szosowy
  - Jeff Rich, brytyjski perkusista, członek zespołu Status Quo
  - Ivo Sanader, chorwacki polityk, premier Chorwacji
  - Józef Skutecki, polski przedsiębiorca, polityk, poseł na Sejm RP
  - Andrzej Wiśniewski, polski rolnik, samorządowiec, polityk, poseł na Sejm RP
- 1954:
  - Soumeylou Boubèye Maïga, malijski polityk, minister spraw zagranicznych, minister obrony, premier Mali (zm. 2022)
  - Jacek Brzostyński, polski aktor, lektor
  - Greg Ginn, amerykański gitarzysta, wokalista, członek zespołu Black Flag
  - Cyryl (Kowaczew), bułgarski biskup prawosławny (zm. 2013)
  - Jochen Schümann, niemiecki żeglarz sportowy
- 1955:
  - Tim Berners-Lee, brytyjski fizyk, informatyk
  - Nandzadyn Bürgedaa, mongolski zapaśnik
  - José Antonio Camacho, hiszpański piłkarz, trener
  - Basil Cho Kyu-man, południowokoreański duchowny katolicki, biskup Wonju
  - Griffin Dunne, amerykański aktor, reżyser, producent i scenarzysta filmowy
  - Krystyna Tolewska, polska aktorka
  - Waldemar Wardziński, polski samorządowiec, prezydent Ciechanowa
- 1956:
  - Péter Besenyei, węgierski pilot akrobacyjny i doświadczalny
  - Udo Bullmann, niemiecki polityk
  - Wiesław Grudziński, polski generał dywizji, historyk wojskowości
  - Danuta Ulicka, polska literaturoznawczyni, tłumaczka
- 1957:
  - Elżbieta Achinger, polska polityk, samorządowiec, posłanka na Sejm RP
  - Scott Adams, amerykański rysownik
  - Jorge Higuaín, argentyński piłkarz
  - Roman Kołakowski, polski kompozytor, poeta, piosenkarz, gitarzysta, tłumacz, reżyser teatralny i estradowy (zm. 2019)
- 1958:
  - Tané McClure, amerykańska piosenkarka, aktorka, scenarzystka i producentka filmowa
  - Keenen Ivory Wayans, amerykański aktor, scenarzysta, reżyser i producent filmowy
- 1959:
  - Leszek Lewoc, polski polityk, senator RP
  - Mark McNamara, amerykański koszykarz (zm. 2020)
  - Hubert Velud, francuski piłkarz, trener
- 1960:
  - Peter Heather, brytyjski historyk mediewista, pisarz, wykładowca akademicki
  - Mick Hucknall, brytyjski wokalista, członek zespołu Simply Red
- 1961:
  - Nick Barrett, brytyjski gitarzysta, wokalista, autor tekstów, członek zespołu Pendragon
  - Stanisław Kiełbik, polski koszykarz, trener
  - Juan Carlos Osorio, kolumbijski piłkarz, trener
  - Branko Segota, kanadyjski piłkarz pochodzenia chorwackiego
  - Gerrit Solleveld, holenderski kolarz szosowy i torowy
  - Elżbieta Szerment, polska koszykarka
- 1962:
  - Jonatan (Cwietkow), rosyjski duchowny prawosławny, arcybiskup abakański i chakaski
  - Thomas Jefferson, amerykański lekkoatleta, sprinter
  - Antonio Neri, włoski duchowny katolicki, podsekretarz Kongregacji ds. Duchowieństwa (zm. 2017)
  - Bogusław Pawłowski, profesor nauk biologicznych
  - Tomasz Putra, polski rugbysta, trener
  - Nick Rhodes, brytyjski klawiszowiec, członek zespołów: Duran Duran, Arcadia i The Devils
  - Paweł Rozwadowski, polski wokalista, autor tekstów, członek zespołów: Fornit, Deuter, Izrael i Max i Kelner (zm. 2020)
  - Lilija Wasilczenko, rosyjska biegaczka narciarska
- 1963:
  - Frank Grillo, amerykański aktor
  - Tōru Kamikawa, japoński sędzia piłkarski
- 1964:
  - Martin Chambers, brytyjski duchowny katolicki, biskup nominat Dunkeld (zm. 2024)
  - Kim Kwang-sun, południowokoreański bokser
  - Erik Parlevliet, holenderski hokeista na trawie (zm. 2007)
  - Butch Reynolds, amerykański lekkoatleta, sprinter
- 1965:
  - Karin Alvtegen, szwedzka pisarka, scenarzystka filmowa
  - Kazuoki Kodama, japoński kombinator norweski
  - Stanley Love, amerykański astronom, astronauta
- 1966:
  - Jens Bojsen-Møller, duński żeglarz sportowy
  - Stephen Collins, angielski żużlowiec
  - Ilona Dopierała, polska lekkoatletka, skoczkini w dal
  - Jens Kidman, szwedzki wokalista, kompozytor, autor tekstów, instrumentalista, członek zespołu Meshuggah
  - Julianna Margulies, amerykańska aktorka
  - Trine Qvist, duńska curlerka
- 1967:
  - Efan Ekoku, nigeryjski piłkarz
  - Dan Futterman, amerykański aktor, producent i scenarzysta filmowy
  - Edgar Itt, niemiecki lekkoatleta, sprinter i płotkarz
  - Jurij Matwiejew, rosyjski piłkarz, trener
- 1968:
  - Anthony Bonner, amerykański koszykarz, trener
  - Torsten Gutsche, niemiecki kajakarz
  - Eduardo Moscovis, brazylijski aktor
  - Per Wiberg, szwedzki klawiszowiec, kompozytor, członek zespołów: Death Organ, Spiritual Beggars, Opeth, King Hobo i Krux
- 1969:
  - J.P. Manoux, amerykański aktor
  - Jerry Sikhosana, południowoafrykański piłkarz
  - David Sutcliffe, kanadyjski aktor, reżyser filmowy i telewizyjny
  - Joanna Wichowska, polska pisarka, krytyk teatralna (zm. 2022)
  - Dariusz Wosz, niemiecki piłkarz pochodzenia polskiego
- 1970:
  - Julija Aug, radziecka oraz rosyjska aktorka i reżyserka
  - Gabrielle Giffords, amerykańska polityk
  - Seu Jorge, brazylijski aktor, gitarzysta, wokalista
  - Kelli Williams, amerykańska aktorka
- 1971:
  - Anna Brzezińska, polska pisarka fantasy
  - Jeff Douglas, kanadyjski aktor
  - Mark Feuerstein, amerykański aktor
  - Tarek Lazizi, algierski piłkarz
  - Jamie Morgan, australijski tenisista
  - Radu Muntean, rumuński reżyser i scenarzysta filmowy
  - Annika Thörnquist, szwedzka wokalistka, członkini zespołu Da Buzz
- 1972:
  - Christian Mayrleb, austriacki piłkarz
  - Roosevelt Skerrit, dominicki polityk, premier Dominiki
- 1973:
  - Chloe Cowen, brytyjska judoczka
  - Lexa Doig, kanadyjska aktorka
  - Stipe Drviš, chorwacki bokser
  - Ludomir Handzel, polski menedżer, samorządowiec, prezydent Nowego Sącza
  - Irina Malgina, rosyjska biathlonistka
  - Radu Rebeja, mołdawski piłkarz
  - Bryant Reeves, amerykański koszykarz
  - Linas Vodopjanovas, litewski duchowny katolicki, biskup poniewieski
- 1974:
  - Pål Arne Fagernes, norweski lekkoatleta, oszczepnik (zm. 2003)
  - Dragoslav Jevrić, czarnogórski piłkarz, bramkarz
  - Kevin Overland, kanadyjski łyżwiarz szybki
  - Jacek Wiśniewski, polski piłkarz, zawodnik MMA
- 1975:
  - Tamara Dawydienko, białoruska wioślarka
  - Brian Jensen, duński piłkarz, bramkarz
  - Kamen Kalew, bułgarski reżyser, scenarzysta i producent filmowy
  - Cristóbal Lander, wenezuelski aktor, model
  - Bryan McCabe, kanadyjski hokeista
  - Shilpa Shetty, indyjska aktorka, modelka
- 1976:
  - Eion Bailey, amerykański aktor
  - Lindsay Davenport, amerykańska tenisistka
  - Trish Goff, amerykańska modelka
  - Jennifer Rodriguez, amerykańska łyżwiarka szybka
- 1977:
  - Edgar Hernández, meksykański lekkoatleta, chodziarz
  - Barbara Jaracz, polska szachistka
  - Sandra Lewandowska, polska ekonomistka, polityk, poseł na Sejm RP
  - Angelika Rösch, niemiecka tenisistka
  - Hrvoje Vejić, chorwacki piłkarz
  - Kanye West, amerykański raper, wokalista, producent muzyczny
- 1978:
  - Filipp Jegorow, rosyjski bobsleista
  - Maria Menunos, amerykańska aktorka, prezenterka telewizyjna
  - Mehmet Polat, turecki piłkarz
- 1979:
  - Ruben Houkes, holenderski judoka
  - İpek Şenoğlu, turecka tenisistka
  - Vivian Inés Urdaneta Rincón, wenezuelska modelka, zdobywczyni tytułu Miss International
- 1980:
  - Paweł Bartoszek, polski samorządowiec, polityk, wicewojewoda podkarpacki
  - Sonia Bompastor, francuska piłkarka
  - Ałeksandar Dimitrowski, macedoński koszykarz
  - Steffen Kretschmann, niemiecki bokser
  - Gustavo Manduca, brazylijski piłkarz, bramkarz
  - Matylda Podfilipska, polska aktorka
  - Sorin Tănăsie, rumuński bokser
- 1981:
  - Alex Band, amerykański piosenkarz
  - Rafał Brzozowski, polski piosenkarz
  - Stefan Krajewski, polski samorządowiec, polityk, poseł na Sejm RP
  - Michał Wieczorek, polski pilot samolotowy
  - Darja Żukowa, rosyjska bizneswoman, filantropka, projektantka mody pochodzenia żydowskiego
- 1982:
  - Michael Cammalleri, kanadyjski hokeista
  - Alessandro Della Valle, sanmaryński piłkarz
  - Dickson Etuhu, nigeryjski piłkarz
  - Mark Gangloff, amerykański pływak
  - Nadieżda Pietrowa, rosyjska tenisistka
- 1983:
  - Kim Clijsters, belgijska tenisistka
  - Łukasz Czepiela, polski pilot akrobata
  - Juliana Fedak, ukraińska tenisistka
  - Pandelis Kapetanos, grecki piłkarz
  - Morten Nordstrand, duński piłkarz
  - Sentino, polsko-niemiecki raper
  - Barbara Wrońska, polska wokalistka, kompozytorka, autorka tekstów
- 1984:
  - Andrea Casiraghi, członek monakijskiej rodziny książęcej
  - Torrey DeVitto, amerykańska aktorka
  - Derick Kuün, południowoafrykański rugbysta
  - Javier Mascherano, argentyński piłkarz
  - Nina Reithmayer, austriacka saneczkarka
- 1985:
  - Alexandre Despatie, kanadyjski skoczek do wody
  - Ludmiła Litwinowa, rosyjska lekkoatletka, sprinterka
  - Tefik Osmani, albański piłkarz
  - Izabela Piekarska, polska koszykarka
  - Sofja Wielika, rosyjska szablistka
- 1986:
  - Sebastian Janicki, polski judoka
  - Siarhiej Krywiec, białoruski piłkarz
  - Hanna Ruljowa, ukraińska koszykarka
  - Andrej Sekera, słowacki hokeista
  - Iwan Sztyl, rosyjski kajakarz, kanadyjkarz
- 1987:
  - Coralie Balmy, francuska pływaczka
  - Cyrielle Cotry, francuska łuczniczka
  - Issiar Dia, senegalski piłkarz
  - Wiera Sokołowa, rosyjska lekkoatletka, chodziarka
  - Władisław Stojanow, bułgarski piłkarz, bramkarz
- 1988:
  - Yasemin Begüm Dalgalar, turecka koszykarka
  - Lisa Brennauer, niemiecka kolarka szosowa i torowa
  - Benny Cristo, czeski piosenkarz
  - Kamil Grosicki, polski piłkarz
  - Mateusz Jarmakowicz, polski koszykarz
- 1989:
  - Timea Bacsinszky, szwajcarska tenisistka
  - Elvin Məmmədov, azerski zawodnik taekwondo
  - Alina Moriewa, rosyjska zapaśniczka
  - Amaury Vassili, francuski piosenkarz
  - Olha Żownir, ukraińska szablistka
- 1990:
  - Anders Christiansen, duński piłkarz
  - Scott Machado, amerykański koszykarz
  - Sanja Malagurski, serbska siatkarka
  - Šárka Melichárková, czeska siatkarka
  - Marcus Pedersen, norweski piłkarz
  - Hugo Rodríguez, meksykański piłkarz
  - Sol Kyong, północnokoreańska judoczka
- 1991:
  - Khalil Bani Attiah, jordański piłkarz
  - Ahmed Khalil, emiracki piłkarz
  - Hannes Ocik, niemiecki wioślarz
  - Dové Womé, togijski piłkarz
- 1992:
  - Łukasz Koziura, polski siatkarz
  - Paweł Moskwik, polski piłkarz
  - Sebá, brazylijski piłkarz
  - Conor Sheary, amerykański hokeista
- 1993:
  - Igor Grobelny, polsko-belgijski siatkarz
  - Kadeem Harris, angielski piłkarz
  - Anna Kurek, polska siatkarka
  - DeAnna Price, amerykańska lekkoatletka, młociarka
  - Ashley Spencer, amerykańska lekkoatletka, sprinterka
- 1994:
  - Liv Morgan, amerykańska wrestlerka
  - Pawło Padakin, ukraiński hokeista
  - Yu Yangyi, chiński szachista
- 1995:
  - Jean Butez, francuski piłkarz, bramkarz
  - Sean Doherty, amerykański biathlonista
  - Ferland Mendy, francuski piłkarz pochodzenia senegalskiego
  - Jarosław Iwanow, polski bokser pochodzenia ukraińsko-rosyjskiego
- 1996:
  - Ksienija Juśkowa, rosyjska pływaczka
  - Jakub Wrąbel, polski piłkarz, bramkarz
- 1997:
  - Roberto Alves, szwajcarski piłkarz pochodzenia portugalskiego
  - Martin Kodrić, chorwacki kierowca wyścigowy
  - Aneta Konieczek, polska lekkoatletka, biegaczka długodystansowa
  - Zac McGraw, kanadyjski piłkarz pochodzenia amerykańskiego
  - Jeļena Ostapenko, łotewska tenisistka
- 1998:
  - Manon Deketer, francuska judoczka
  - Swietłana Gombojewa, rosyjska łuczniczka sportowa
  - Marlena Granaszewska, polska lekkoatletka, sprinterka
  - Barbara Kulik, polska judoczka
  - Marta Marcinkowska, polska koszykarka
- 1999:
  - Mete Gazoz, turecki łucznik sportowy
  - Nate Hinton, amerykański koszykarz
  - Dane Ingham, nowozelandzki piłkarz pochodzenia samoańskiego
  - Alisa Jefimowa, rosyjska łyżwiarka figurowa
  - Anna Kubicka, polska szachistka
  - Anfernee Simons, amerykański koszykarz
  - Daniel Ticktum, brytyjski kierowca wyścigowy
  - Siergiej Tkaczenko, kazachski skoczek narciarski
- 2000:
  - Farouk Jelassi, tunezyjski zapaśnik
  - Sophia Laukli, amerykańska biegaczka narciarska
  - Öldzijsajchany Pürewsüren, mongolska zapaśniczka
  - Jakub Salepa, polski producent muzyczny
- 2001:
  - Truls Gisselman, szwedzki biegacz narciarski
  - Albin Holmgren, szwedzki narciarz dowolny
- 2002:
  - Athing Mu, amerykańska lekkoatletka, sprinterka i biegaczka średniodystansowa
  - Yang Longxiao, chiński narciarz dowolny
- 2004:
  - Francesca Capaldi, amerykańska aktorka pochodzenia włoskiego
  - Krzysztof Chmielewski, polski pływak
  - Michał Chmielewski, polski pływak
  - Nikhil Kumar, amerykański szachista pochodzenia indyjskiego
  - Omar Valencia, panamski piłkarz
- 2005 – Kao Miura, japoński łyżwiarz figurowy
- 2007 – Dominika Baniewicz, litewska zawodniczka uprawiająca breakdance pochodzenia polskiego

## Zmarli
- 62 – Oktawia, cesarzowa rzymska (ur. 40)
- 218 – Makrynus, cesarz rzymski (ur. ok. 165)
- 632 – Mahomet, prorok, twórca islamu (ur. ok. 570)
- 696 – Chlodulf z Metzu, biskup, święty (ur. ?)
- 1042 – Hardekanut, król Danii i Anglii (ur. ok. 1018/1019)
- 1104 – Dukkak, emir Damaszku z dynastii Seldżukidów (ur. ?)
- 1376 – Edward (Czarny Książę), książę Walii (ur. 1330)
- 1476 – Giovanni Battista Orsini, wielki mistrz zakonu joannitów (ur. ?)
- 1488 – Sigmund Lamberg, słoweński duchowny katolicki, pierwszy biskup Lublany (ur. ?)
- 1492 – Elżbieta Woodville, królowa Anglii (ur. ok. 1437)
- 1505 – Hongzhi, cesarz Chin (ur. 1470)
- 1528 – Stanisław Tarnowski, polski ziemianin, polityk (ur. ?)
- 1603 – Stanisław Karnkowski, polski duchowny katolicki, arcybiskup gnieźnieński, prymas Polski (ur. 1520)
- 1612 – Hans Leo Hassler, niemiecki organista, kompozytor (ur. 1564)
- 1613 – Ludovico Cigoli, włoski malarz, rzeźbiarz, architekt (ur. 1559)
- 1628 – Goclenius, niemiecki filozof, logik (ur. 1547)
- 1630 – Alessandro Striggio (syn), włoski librecista (ur. ok. 1573)
- 1651 – Iemitsu Tokugawa, japoński siogun (ur. 1604)
- 1675 – Jan Jonston, polski przyrodnik, lekarz, pedagog pochodzenia szkocko-niemieckiego (ur. 1603)
- 1689 – Decio Azzolini, włoski kardynał (ur. 1623)
- 1701 – Filip I, książę Orleanu (ur. 1640)
- 1710 – Karol de Tournon, sabaudzki kardynał (ur. 1668)
- 1714 – Zofia Dorota Wittelsbach, księżniczka Palatynatu Reńskiego, elektorowa Hanoweru (ur. 1630)
- 1716 – Jan Wilhelm Wittelsbach, elektor Palatynatu Reńskiego (ur. 1658)
- 1720 – Wojciech Dembiński, polski szlachcic, sędzia skarbowy, wojskowy (ur. ?)
- 1727 – August Hermann Francke, niemiecki teolog protestancki, filantrop, pedagog (ur. 1663)
- 1746 – Fryderyk II, landgraf Hesji-Homburg (ur. 1673)
- 1768 – Johann Joachim Winckelmann, niemiecki archeolog, historyk sztuki (ur. 1717)
- 1771 – George Montagu-Dunk, brytyjski arystokrata, polityk (ur. 1716)
- 1772 – Gowin Knight, brytyjski fizyk, bibliotekarz (ur. 1713)
- 1794 – Gottfried August Bürger, niemiecki pisarz (ur. 1747)
- 1795 – Ludwik XVII Burbon, delfin Francji, legitymistyczny pretendent do tronu (ur. 1785)
- 1796 – Felice Giardini, włoski kompozytor, skrzypek (ur. 1716)
- 1806 – George Wythe, amerykański polityk (ur. 1726)
- 1809 – Thomas Paine, brytyjski pisarz, myśliciel (ur. 1737)
- 1813 – Carl Friedrich Leopold von Gerlach, niemiecki prawnik, polityk, nadburmistrz Berlina (ur. 1757)
- 1814 – Beniamin (Bagrianski), rosyjski biskup prawosławny (ur. ?)
- 1825 – József Úrményi, węgierski posiadacz ziemski, polityk (ur. 1741)
- 1828 – William Coxe, brytyjski historyk (ur. 1747)
- 1836 – Klaudyna Potocka, polska filantropka, opiekunka rannych podczas powstania listopadowego i polskiej emigracji (ur. 1801)
- 1843 – Georges Michel, francuski malarz (ur. 1763)
- 1845 – Andrew Jackson, amerykański polityk, prezydent USA (ur. 1767)
- 1849 – Michał Włodek, polski generał kawalerii armii rosyjskiej (ur. 1780)
- 1850 – Alban de Villeneuve-Bargemont, francuski ekonomista, polityk (ur. 1784)
- 1853:
  - Franz Stadion, austriacki hrabia, polityk (ur. 1806)
  - Howard Vyse, brytyjski pułkownik, inżynier, archeolog (ur. 1784)
- 1856 – Luise zu Stolberg-Wernigerode, pruska arystokratka, zakonnica (ur. 1771)
- 1865 – Joseph Paxton, brytyjski ogrodnik, architekt (ur. 1803)
- 1874 – Cochise, wódz Apaczów (ur. ok. 1810–1815)
- 1876 – George Sand, francuska pisarka (ur. 1804)
- 1881 – Grzegorz VI, grecki duchowny prawosławny, patriarcha Konstantynopola (ur. 1798)
- 1889 – Gerard Manley Hopkins, brytyjski poeta (ur. 1844)
- 1892:
  - Dimitrie Brătianu, rumuński polityk, premier Rumunii (ur. 1818)
  - Robert Ford, amerykański przestępca (ur. 1862)
- 1896:
  - Jakub Berthieu, francuski jezuita, misjonarz, męczennik, święty (ur. 1838)
  - Jules Simon, francuski polityk, premier Francji (ur. 1814)
- 1899 – Maria od Boskiego Serca Jezusa, niemiecka zakonnica, mistyczka, błogosławiona (ur. 1863)
- 1901 – Edward Moran, amerykański malarz pochodzenia brytyjskiego (ur. 1829)
- 1902 – Charles Ingalls, amerykański pionier Dzikiego Zachodu (ur. 1836)
- 1906:
  - Christian Frederik Emil Horneman, duński kompozytor, dyrygent, pedagog (ur. 1840)
  - Giuseppe Macchi, włoski duchowny katolicki, arcybiskup, nuncjusz apostolski (ur. 1845)
- 1907 – Władysław Lubomęski, polski agronom, wykładowca akademicki (ur. 1841)
- 1909 – Emil Warmiński, polski lekarz, działacz społeczny i narodowy (ur. 1881)
- 1911 – Johannes Otzen, niemiecki architekt (ur. 1839)
- 1912 – Bogdan Maryniak, polski inżynier mechanik (ur. 1844)
- 1913:
  - Emily Davison, brytyjska sufrażystka (ur. 1872)
  - George Wyndham, brytyjski pisarz, polityk (ur. 1863)
- 1920 – Augusto Righi, włoski fizyk, wykładowca akademicki (ur. 1850)
- 1924:
  - Andrew Irvine, brytyjski wspinacz (ur. 1902)
  - George Mallory, brytyjski wspinacz (ur. 1886)
- 1926:
  - Maria Teresa Chiramel Mankidiyan, hinduska zakonnica, błogosławiona (ur. 1876)
  - Jurgis Dobkevičius, litewski pilot, konstruktor lotniczy (ur. 1900)
- 1928 – Jan Habryka, polski górnik, działacz narodowy i społeczny, uczestnik powstania styczniowego (ur. 1840)[4]
- 1929 – William Bliss Carman, kanadyjski poeta, publicysta (ur. 1861)
- 1930 – Marcin Pakosz, polski działacz komunistyczny (ur. 1874)
- 1931:
  - Juan de Echevarría, baskijski malarz (ur. 1875)
  - Józef Lasocki, polski hrabia, generał dywizji (ur. 1861)
- 1932:
  - Janina Dłuska, polska malarka, projektantka, dekoratorka (ur. 1899)
  - William Joynson-Hicks, brytyjski polityk (ur. 1865)
- 1936 – Julian Nowicki, polski działacz komunistyczny (ur. 1912)
- 1940:
  - Frederick Converse, amerykański kompozytor, pedagog (ur. 1871)
  - Stanisław Lipczyński, polski grawer (ur. 1864)
- 1942:
  - Dominik Surowski, polski duchowny katolicki (ur. 1905)
  - Henryk Szaro, polski reżyser filmowy i teatralny pochodzenia żydowskiego (ur. 1900)
- 1944 – Stanisław Sołtys, polski porucznik piechoty, oficer AK, cichociemny (ur. 1921)
- 1945 – Karl Hanke, niemiecki generał SS, polityk nazistowski, gauleiter Dolnego Śląska (ur. 1903)
- 1946:
  - Andrzej Kosiński, polski podpułkownik lekarz, żołnierz AK (ur. 1890)
  - Cecylia Rozwadowska, polska porucznik AK (ur. 1903)
- 1948 – Wacław Kuchnio, polski podporucznik AK (ur. 1917)
- 1949 – László Dezső, węgierski generał (ur. 1894)
- 1950 – Thomas Whittemore, amerykański archeolog, bizantynolog (ur. 1871)
- 1951 – Jewhen Nahirnyj, ukraiński architekt (ur. 1885)
- 1952:
  - Johnny McDowell, amerykański kierowca wyścigowy (ur. 1915)
  - Siergiej Mierkurow, rosyjski rzeźbiarz pochodzenia ormiańsko-greckiego (ur. 1881)
  - Víctor Sanabria Martínez, kostarykański duchowny katolicki, biskup Alajueli, arcybiskup metropolita San José (ur. 1899)
- 1953 – Stefan Sándor, węgierski salezjanin, męczennik, błogosławiony (ur. 1914)
- 1954 – Auckland Geddes, brytyjski dyplomata, polityk (ur. 1879)
- 1955:
  - Siemion Iwanow, radziecki polityk (ur. 1880)
  - Józefa Singer, polska pielęgniarka pochodzenia żydowskiego, pierwowzór postaci Racheli z Wesela Stanisława Wyspiańskiego (ur. 1881)
- 1956:
  - Marie Laurencin, francuska malarka, graficzka (ur. 1883)
  - Jan Lechoń, polski poeta, krytyk literacki (ur. 1899)
- 1958:
  - Mikołaj da Gesturi, włoski kapucyn, błogosławiony (ur. 1882)
  - Julian Szymański, polski okulista, polityk, marszałek Senatu RP (ur. 1870)
- 1961 – Olav Bjaaland, norweski biegacz narciarski, kombinator norweski, polarnik (ur. 1873)
- 1963:
  - Chajjim Boger, izraelski pedagog, polityk (ur. 1876)
  - István Somodi, węgierski lekkoatleta, skoczek wzwyż (ur. 1885)
- 1964:
  - Carlos Quintanilla, boliwijski generał, polityk, tymczasowy prezydent Boliwii (ur. 1888)
  - Szymon Syrkus, polski architekt (ur. 1893)
  - Tadeusz Zygler, polski folklorysta, teoretyk tańca (ur. 1906)
- 1967 – Nachum Lewin, izraelski inżynier, polityk (ur. 1905)
- 1969:
  - Wiktor Petrow, ukraiński filolog, etnograf, historyk, pisarz (ur. 1894)
  - Robert Taylor, amerykański aktor (ur. 1911)
- 1970:
  - Abraham Maslow, amerykański psycholog pochodzenia żydowskiego (ur. 1908)
  - Władysław Osuchowski polski prawnik, działacz harcerski i turystyczny (ur. 1905)
  - Teresa Strzembosz, polska działaczka społeczna (ur. 1930)
- 1972:
  - Alfred Fiderkiewicz, polski działacz ruchu robotniczego i ludowego, polityk, samorządowiec, poseł na Sejm RP, prezydent Krakowa (ur. 1886)
  - Antoni Kępiński, polski psychiatra (ur. 1918)
  - Jimmy Rushing, amerykański wokalista bluesowy (ur. 1902)
- 1973:
  - Emmy Göring, niemiecka aktorka (ur. 1893)
  - Wacław Grubiński, polski prozaik, dramaturg, felietonista, recenzent teatralny (ur. 1883)
  - Natalija Połonśka-Wasyłenko, ukraińska historyk (ur. 1886)
- 1974:
  - Sarmento de Beires, portugalski major, pionier lotnictwa, poeta (ur. 1893)
  - Anfilogino Guarisi, brazylijsko-włoski piłkarz (ur. 1905)
  - Teodor Mikuś, polski generał brygady MO (ur. 1910)
- 1975:
  - Murray Leinster, amerykański pisarz science fiction (ur. 1896)
  - Bruno Müller, niemiecki wioślarz (ur. 1902)
  - Julian Rogocki, polski podporucznik (ur. 1909)
- 1976 – Michaił Katukow, radziecki dowódca wojskowy, marszałek wojsk pancernych (ur. 1900)
- 1977:
  - Erik Bohlin, szwedzki kolarz szosowy (ur. 1897)
  - Nathan Homer Knorr, amerykański działacz religijny, prezes Towarzystwa Strażnica, członek Ciała Kierowniczego Świadków Jehowy (ur. 1905)
  - Kazimierz Feliks Kumaniecki, polski filolog klasyczny (ur. 1905)
- 1978:
  - Filipp Czerokmanow, radziecki generał porucznik (ur. 1899)
  - Romola de Pulszky, węgierska tancerka (ur. 1891)
- 1979:
  - Reinhard Gehlen, niemiecki generał, funkcjonariusz służb specjalnych (ur. 1902)
  - Magnar Isaksen, norweski piłkarz (ur. 1910)
  - Teofil Ruczyński, polski poeta, prozaik, działacz polonijny (ur. 1896)
- 1980:
  - Ernst Busch, niemiecki piosenkarz, aktor (ur. 1900)
  - Greta Schröder, niemiecka aktorka (ur. 1892)
- 1981:
  - Michał Laskowski, polski biochemik, wykładowca akademicki (ur. 1905)
  - Şövkət Məmmədova, azerska śpiewaczka operowa (sopran koloraturowy), instruktorka muzyki (ur. 1897)
  - Tadeusz Niemczyk, polski lekkoatleta, płotkarz i sprinter (ur. 1932)
  - Piotr Typiak, polski działacz ludowy, polityk, poseł na Sejm Ustawodawczy, współzałożyciel ROPCiO (ur. 1899)
- 1982:
  - Satchel Paige, amerykański baseballista (ur. 1906)
  - Manus Vrauwdeunt, holenderski piłkarz (ur. 1915)
- 1983:
  - Miško Kranjec, słoweński pisarz, dziennikarz, działacz społeczno-kulturalny (ur. 1908)
  - Stanisław Łach, polski duchowny katolicki, teolog, biblista (ur. 1906)
- 1984 – Henryk Borucz, polski piłkarz, bramkarz (ur. 1921)
- 1985 – Fritz Keller, francuski piłkarz pochodzenia niemieckiego (ur. 1913)
- 1986 – Marian Ciężkowski, polski geolog (ur. 1911)
- 1987 – Daniel Mandell, amerykański montażysta filmowy (ur. 1895)
- 1988:
  - Maria Biliżanka, polska aktorka, reżyserka teatralna, autorka sztuk dla dzieci, pedagog (ur. 1903)
  - Jan Tomicki, polski historyk (ur. 1932)
- 1989 – Štefan Svitek, słowacki morderca (ur. 1960)
- 1990 – José Figueres Ferrer, kostarykański ekonomista, filozof, inżynier, polityk, prezydent Kostaryki (ur. 1906)
- 1991:
  - Maria Dańkowska, polska dziennikarka, pisarka (ur. 1933)
  - Wilhelm Szewczyk, polski prozaik, poeta, publicysta, literaturoznawca, krytyk literacki, tłumacz, polityk, poseł na Sejm PRL (ur. 1916)
- 1992 – Sakae Ōba, japoński wojskowy, pisarz (ur. 1914)
- 1993 – Severo Sarduy, kubański pisarz, krytyk literacki (ur. 1937)
- 1995:
  - Juan Carlos Onganía, argentyński wojskowy, polityk, prezydent Argentyny (ur. 1914)
  - Maria Rataj, polska pisarka (ur. 1918)
- 1996 – Henryk Trębicki, polski sztangista (ur. 1940)
- 1997:
  - Norman Cleaveland, amerykański rugbysta (ur. 1901)
  - Michał Mędlewski, polski prozaik, poeta, dziennikarz (ur. 1912)
  - George Turner, australijski pisarz, krytyk i wydawca science fiction (ur. 1916)
  - Amos Tutuola, nigeryjski prozaik, eseista (ur. 1920)
- 1998:
  - Sani Abacha, nigeryjski generał, glowa państwa (ur. 1943)
  - Maria Reiche, niemiecka matematyk, archeolog (ur. 1903)
- 1999:
  - Bartłomiej Frykowski, polski operator filmowy (ur. 1959)
  - Zofia Kuratowska, polska lekarka, hematolog, polityk, senator RP, dyplomata (ur. 1931)
  - Emilien Tardif, kanadyjski zakonnik, misjonarz, Sługa Boży (ur. 1928)
- 2000 – Bernard Tricot, francuski polityk (ur. 1920)
- 2002 – Włodzimierz Rudź, polski historyk-regionalista, archiwista (ur. 1925)
- 2004 – Roman Husarski, polski rzeźbiarz, pedagog, pisarz (ur. 1923)
- 2005:
  - Arthur Dunkel, szwajcarski dyplomata (ur. 1932)
  - Iwo Pollo, polski chemik (ur. 1927)
  - Lech Pruchno-Wróblewski, polski polityk, poseł na Sejm RP (ur. 1939)
  - Tomasz Romańczuk, polski polityk, senator RP (ur. 1933)
- 2006:
  - Mykoła Kołessa, ukraiński kompozytor, dyrygent, pedagog (ur. 1903)
  - Claude Sterley, południowoafrykański bokser (ur. 1912)
- 2007:
  - Aden Abdullah Osman Daar, somalijski polityk, prezydent Somalii (ur. 1908)
  - Ryszard Górecki, polski żołnierz AK, uczestnik powstania warszawskiego (ur. 1927)
  - Fenny Heemskerk, holenderska szachistka (ur. 1919)
  - Nellie Lutcher, amerykańska wokalistka i pianistka jazzowa (ur. 1912)
  - Kenny Olsson, szwedzki żużlowiec (ur. 1977)
  - Lynne Randell, australijska piosenkarka pochodzenia brytyjskiego (ur. 1950)
  - Richard Rorty, amerykański filozof (ur. 1931)
- 2008:
  - Šaban Bajramović, serbski piosenkarz pochodzenia romskiego (ur. 1936)
  - Florența Crăciunescu, rumuńska lekkoatletka, dyskobolka (ur. 1955)
  - Bogumił Korombel, polski ekonomista, inżynier (ur. 1918)
  - Enrique Sapena, hiszpański związkowiec, polityk (ur. 1930)
- 2009:
  - Omar Bongo, gaboński polityk, prezydent Gabonu (ur. 1935)
  - Nathan Marsters, kanadyjski hokeista, bramkarz (ur. 1980)
  - Aleksandra Owczinnikowa, radziecka i jakucka historyk, polityk (ur. 1915)
  - Johnny Palermo, amerykański aktor (ur. 1982)
  - Habib Tanvir, indyjski aktor, reżyser i producent teatralny (ur. 1923)
- 2010:
  - Stanisław Pietraszko, polski kulturoznawca, teoretyk kultury (ur. 1928)
  - Irena Sztachelska, polska lekarka pediatra, działaczka społeczna, polityk, poseł na Sejm PRL (ur. 1911)
- 2011:
  - Grzegorz Kubat, polski polityk, samorządowiec, marszałek województwa opolskiego (ur. 1957)
  - Alan Rubin, amerykański muzyk (ur. 1943)
  - Zenonas Rudzikas, litewski fizyk, wykładowca akademicki (ur. 1940)
  - Roy Skelton, brytyjski aktor (ur. 1931)
- 2012:
  - Marek Ambroży, polski teolog i patrolog starokatolicki, filozof religii, biblista (ur. 1951)
  - Frank Cady, amerykański aktor (ur. 1915)
  - Ghassan Tueni, libański dziennikarz, polityk, dyplomata (ur. 1926)
- 2013:
  - Aleksiej Borzunow, rosyjski aktor (ur. 1943)
  - Taufiq Kiemas, indonezyjski polityk (ur. 1942)
  - Jan Kubarski, polski matematyk (ur. 1950)
- 2014:
  - Włodzimierz Chmielewski, polski wioślarz (ur. 1945)
  - Aleksander Imich, amerykański chemik, parapsycholog, superstulatek pochodzenia żydowskiego (ur. 1903)
  - Veronica Lazar, włoska aktorka pochodzenia rumuńskiego (ur. 1938)
  - Katsura, japoński książę (ur. 1948)
- 2015 – Otakar Hořínek, czeski strzelec sportowy (ur. 1929)
- 2016:
  - Pierre Aubert, szwajcarski polityk, prezydent Szwajcarii (ur. 1927)
  - Zbigniew Kapała, polski historyk (ur. 1949)
  - Stephen Keshi, nigeryjski piłkarz, trener (ur. 1962)
  - Melchizedek (Lebiediew), rosyjski biskup prawosławny (ur. 1927)
  - Sascha Lewandowski, niemiecki piłkarz, trener (ur. 1971)
  - Kahhor Mahkamow, tadżycki polityk komunistyczny, prezydent Tadżykistanu (ur. 1932)
  - Jeffrey Nape, papuański polityk (ur. 1964)
- 2017:
  - Morten Ågheim, norweski skoczek narciarski (ur. 1980)
  - Joachim Gacka, polski piłkarz (ur. 1936)
  - Glenne Headly, amerykańska aktorka (ur. 1955)
  - Jan Notermans, holenderski piłkarz, trener (ur. 1932)
  - Jerzy Peltz, polski dziennikarz, krytyk filmowy, uczestnik powstania warszawskiego (ur. 1929)
- 2018:
  - Per Ahlmark, szwedzki polityk, wicepremier (ur. 1939)
  - Anthony Bourdain, amerykański kucharz, szef kuchni, pisarz, osobowość telewizyjna (ur. 1956)
  - Maria Bueno, brazylijska tenisistka (ur. 1939)
  - Eunice Gayson, brytyjska aktorka (ur. 1928)
- 2019:
  - Norman Dewis, brytyjski kierowca wyścigowy, inżynier-konstruktor (ur. 1920)
  - Andrzej Godlewski, polski dziennikarz, publicysta (ur. 1970)
  - André Matos, brazylijski piosenkarz (ur. 1971)
  - Abd al-Basit as-Sarut, syryjski piłkarz, działacz polityczny (ur. 1992)
- 2020:
  - Tony Dunne, irlandzki piłkarz (ur. 1941)
  - Pierre Nkurunziza, burundyjski polityk, prezydent Burundi (ur. 1963)
  - Bonnie Pointer, amerykańska aktorka, wokalistka, członkini zespołu The Pointer Sisters (ur. 1950)
  - Marian Truszczyński, polski lekarz weterynarii (ur. 1929)
- 2021:
  - Andrzej Kalinin, polski pisarz, publicysta (ur. 1933)
  - Sylvain Ducange, haitański duchowny katolicki, biskup pomocniczy Port-au-Prince (ur. 1963)
- 2022:
  - Big Scythe, polski raper (ur. 1997)
  - Costică Dafinoiu, rumuński bokser (ur. 1954)
  - Władimir Jegorow, rosyjski admirał, polityk, dowódca Floty Bałtyckiej, gubernator obwodu królewieckiego (ur. 1938)
  - Julio Jiménez, hiszpański kolarz szosowy (ur. 1934)
  - Paula Rego, portugalska malarka, ilustratorka (ur. 1935)
- 2023:
  - Klaus Beer, niemiecki lekkoatleta, skoczek w dal (ur. 1942)
  - Guido Bodrato, włoski ekonomista, polityk, minister edukacji, eurodeputowany (ur. 1933)
  - Renato Longo, włoski kolarz przełajowy, szosowy i torowy (ur. 1937)
  - Domingo Perurena, hiszpański kolarz torowy i szosowy (ur. 1943)
  - Ralé Rašić, serbski piłkarz, trener (ur. 1935)
  - Pat Robertson, amerykański duchowny i teleewangelista ewangelikalny, polityk (ur. 1930)
- 2024:
  - Michaił Koluszew, rosyjski kolarz torowy (ur. 1943)
  - Waldemar Kurpiński, polski saksofonista jazzowy (ur. 1939)
  - Walerij Sajkin, rosyjski działacz gospodarczy, polityk (ur. 1937)
  - Wanda Siemaszko, polska aktorka (ur. 1932)
  - Klaus Töpfer, niemiecki ekonomista, wykładowca akademicki, polityk, minister środowiska (ur. 1938)
  - Chet Walker, amerykański koszykarz (ur. 1940)
- 2025:
  - Victor-Lévy Beaulieu, kanadyjski pisarz, dziennikarz (ur. 1945)
  - Lawrence Brandt, amerykański duchowny katolicki, biskup Greensburga (ur. 1939)
  - Ewa Dałkowska, polska aktorka (ur. 1947)
  - Edward Drozd, polski prawnik, notariusz, profesor nauk prawnych (ur. 1942)
  - David Greenwood, amerykański koszykarz (ur. 1957)
  - Antioco Piseddu, włoski duchowny katolicki, biskup Lanusei (ur. 1936)